# فهرست جنایتکاران جنگی محکوم‌شده
این مقاله فهرستی از جنایتکاران جنگی محکوم‌شده است یعنی کسانی که به دلیل ارتکاب جنایت جنگی و نقض قوانین جنگ گناهکار شناخته و محکوم شده‌اند. قوانین جنگ به قواعدی گفته می‌شود که پس از جنگ جهانی دوم در دادگاه‌های نورنبرگ تعیین شد و همچنین به توافق‌های بین‌المللی پیش از آن که در کنفرانس‌های لاهه در سال‌های ۱۸۹۹ و ۱۹۰۷، پیمان بریان–کلوگ در سال ۱۹۲۸، و کنوانسیون‌های ژنو در سال‌های ۱۹۲۹ و ۱۹۴۹ حاصل شده بود.

## جنگ داخلی آمریکا
- چمپ فرگوسن (۱۸۶۵–۱۸۲۱)، رهبر چریک‌های ایالات مؤتلفه آمریکا که به دلیل قتل غیرنظامیان و زندانیان و سربازان مجروح در جریان جنگ داخلی آمریکا به اعدام محکوم شد.
- هنری ویرز (۱۸۶۵–۱۸۲۲)، مدیر منصوب جبهه ایالات مؤتلفه در اردوگاه اندرسونویل.

## جنگ جهانی دوم

### جبهه اروپا

#### اتریش
- رودولف کروتز (۱۹۸۰–۱۸۹۶)، عضو اتریشی اس‌اس که دستور اخراج دسته‌جمعی افراد را صادر کرده بود و در دادگاه نورنبرگ به ۱۵ سال زندان محکوم و در سال ۱۹۵۵ آزاد شد.
- هانس اپینگر (۱۹۴۶–۱۸۷۹)، پزشک اتریشی که بر روی زندانیان اردوگاه کار اجباری داخائو آزمایش‌های پزشکی انجام می‌داد.
- الکساندر لوهر (۱۹۴۷–۱۸۸۵)، فرمانده اتریشی در لوفت‌وافه (نیروی هوایی آلمان نازی).
- فرانتس مورر (۱۹۹۴–۱۹۱۲)، مأمور اتریشی در اس‌اس که به جرم ارتکاب چند فقره قتل غیرقانونی در ویلنیوس، به ۲۵ سال زندان محکوم شد.
- آرتور سیس اینکوارت (۱۹۴۶–۱۸۹۲)، کارمند اتریشی دولت، همدست و کمیسر عالی در هلند.

#### کرواسی
- آندریا آرتوکوویچ (۱۹۸۸–۱۸۹۹)، وزیر دادگستری و امور داخلی در کرواسی در دولت اوستاشه که به اعدام محکوم شد اما قبل از اعدام درگذشت.
- میروسلاو فیلیپوویچ (۱۹۴۶–۱۹۱۵)، عضو اوستاشه کرواسی و مدیر اردوگاه کار اجباری یاسنواتس.
- اسلاوکو کواترنیک (۱۹۴۷–۱۸۷۸)، فرمانده نظامی در کرواسی و وزیر در دولت دوموبرانستوو (نیروهای مسلح).
- لیوبو میلوش (۱۹۴۸–۱۹۱۹)، عضو اوستاشه در دولت مستقل کرواسی در طول جنگ جهانی دوم.
- Antun Najzer، پزشک کروات و عضو اوستاشه که به اعدام با جوخه آتش محکوم شد.
- آنته پاولیچ (۱۹۵۹–۱۸۸۹)، از رهبران کروات اوستاشه که به دلیل جنایات جنگی متعددی که در طول جنگ جهانی دوم مرتکب شده بود، غیاباً به اعدام محکوم شد.
- دینکو شاکیچ (۲۰۰۸–۱۹۲۱)، جنایتکار جنگی کروات محکوم‌شده و فرمانده اردوگاه کار اجباری یاسنواتس در جنگ جهانی دوم.
- تومیسلاو سرتیچ (۱۹۴۵–۱۹۰۲)، عضو اوستاشه در جنگ جهانی دوم.
- ویکوسلاو سرواتزی، افسر نظامی کروات در اوستاشه.
- اسلاوکو اشتانسر (۱۹۴۵–۱۸۷۲)، فرمانده کل و بازرس کل دوموبرانستوو (ارتش دولت مستقل کرواسی در جنگ جهانی دوم).

#### فرانسه
- فرناند دو برینون (۱۹۴۷–۱۸۸۵)، خائن فرانسوی و عضو دولت ویشی.
- جوزف دارناند (۱۹۴۵–۱۸۹۷)، رئیس پلیس در دولت ویشی.
- فیلیپ پتن (۱۹۵۱–۱۸۵۶)، مارشال فرانسه و سرکرده دولت ویشی که ابتدا به اعدام و سپس به حبس ابد محکوم شد.

#### مجارستان
- لازلو باکی (۱۹۴۶–۱۸۹۸)، کارمند وزارت داخله مجارستان.
- لازلو باردوسی (۱۹۴۶–۱۸۹۰)، نخست‌وزیر مجارستان.
- فرانتس آنتون باش (۱۹۴۶–۱۹۰۱)، رهبر منصوب آلمان نازی در مجارستان.
- لازلو آندره (۱۹۴۶–۱۸۹۵) وزیر داخله مجارستان.
- بلا ایمردی (۱۹۴۶–۱۸۹۱)، نخست‌وزیر مجارستان.
- آندور یاروس (۱۹۴۶–۱۸۹۶)، همدست نازی‌های مجارستان که تیرباران شد.
- فرنتس سالاشی (۱۹۴۶–۱۸۹۷)، رئیس دولت مجارستان.
- Dome Sztojay (متوفی ۱۹۴۶)، نخست‌وزیر مجارستان.

#### ایتالیا
- نیکولا بلومو (۱۹۴۵–۱۸۸۱)، ژنرال ارتش ایتالیا که تیرباران شد.
- پیترو کاروسو (۱۹۴۴–۱۸۹۹)، رئیس پلیس رم.
- گویدو بوفارینی گویدی (۱۹۴۵–۱۸۹۵)، وزیر داخله جمهوری اجتماعی ایتالیا که بابت ارتکاب پاکسازی قومی در جریان جنگ جهانی دوم مجرم شناخته و در سال ۱۹۴۵ تیرباران شد.
- جیووانی راوالی (۱۹۹۸–۱۹۱۰)، سرباز ارتش ایتالیا در جنگ جهانی دوم که ابتدا به حبس ابد محکوم شد اما پس از گذراندن ۱۳ سال مورد عفو قرار گرفت.
- وینچنزو سرنتینو (۱۹۴۷–۱۸۹۷)، قاضی ایتالیایی در دادگاه فوق‌العاده ایتالیا برای دالماسیا.

آلمان نازی
- اتو آبتس (۱۹۵۸–۱۹۰۳)، سفیر آلمان در فرانسه که به ۲۰ سال حبس محکوم شد.
- جوزف آلتستوتر (۱۹۷۹–۱۸۹۲)، کارمند وزارت دادگستری آلمان که به ۵ سال حبس محکوم شد اما پس از ۲٫۵ سال آزادی مشروط گرفت.
- اوتو آمبروس (۱۹۹۰–۱۹۰۱)، شیمی‌دان در آلمان نازی که سلاح‌های غیراخلاقی را برای استفاده در اردوگاه‌های تجمیع می‌ساخت. او در دادگاه مربوط به شرکت آی‌جی فاربن در نورنبرگ به ۸ سال حبس محکوم و در ۱۹۵۱ آزاد شد.
- ویلهلم فون آمون (۱۹۹۲–۱۹۰۳)، مدیری در وزارت دادگستری آلمان نازی که در دادگاه قاضی‌ها در نورنبرگ به ۱۰ سال حبس محکوم و در ۱۹۵۱ آزاد شد.
- اریش فون دم باخ-سلوسکی (۱۹۷۲–۱۸۹۹)، مقام آلمان نازی و مأمور اس‌اس.
- هانس بایر (۶۹–۸۹۳)، از مدیران اقتصادی آلمان نازی که در دادگاه اعضای اداره اصلی اقتصادی و اجرایی اس‌اس در نورنبرگ به ۱۰ سال زندان محکوم و در ۱۹۵۱ آزاد شد.
- کلاوس باربی (۱۹۹۱–۱۹۱۳)، مأمور گشتاپو که در سال ۱۹۸۷ در فرانسه به حبس ابد محکوم شد و ۴ سال بعد در زندان درگذشت.
- هرمان بکر فرایزنگ (۱۹۶۱–۱۹۱۰)، پزشک و مشاور نیروی هوایی آلمان نازی که به ۲۰ سال حبس محکوم شد.
- ویلهلم بیگل‌بک (۱۹۶۳–۱۹۰۵)، پزشک داخلی و مشاور نیروی هوایی آلمان نازی که در دادگاه پزشکان در نورنبرگ به ۱۵ سال حبس محکوم شد.
- گوتلوب برگر، مأمور اس‌اس.
- ورنر بست، حقوقدان، رئیس پلیس و یکی از رهبران و تئوری‌پردازان حزب نازی و نماینده آلمان نازی در دانمارک. او در سال ۱۹۴۸ دانمارک محاکمه و ابتدا به اعدام محکوم شد اما محکومیت او در مرحله تجدیدنظر به ۱۲ سال حبس کاهش یافت و در سال با عفو دولت دانمارک ۱۹۵۱ آزاد شد.
- هانس بیبو (۱۹۴۷–۱۹۰۲)، مدیر ارشد گتو لودز که در آوریل ۱۹۴۷ در شهر لودز محاکمه و اعدام شد.
- پاول بلوبل (۱۹۵۱–۱۸۹۴)، یکی از فرماندهان اس‌دی که در کشتار بابی یار دست داشت. او در دادگاه آینزاتس‌گروپن در نورنبرگ محاکمه و اعدام شد.
- کورت بلوم (۱۹۶۹–۱۸۹۴)، دانشمند رده‌بالا در آلمان نازی که در دادگاه پزشکان در نورنبرگ متهم شد اما دولت آمریکا او را استخدام کرد و از مجازات گریخت.
- هانس بوبرمین (۱۹۶۰–۱۹۰۳)، از مدیران اقتصادی آلمان نازی که در دادگاه اعضای اداره اصلی اقتصادی و اجرایی اس‌اس در نورنبرگ به ۲۰ سال زندان محکوم و در ۱۹۵۱ آزاد شد.
- فرانتس بومه (۱۹۴۷–۱۸۸۵)، ژنرال نازی در یوگسلاوی اشغالی که در دادگاه گروگانگیران در نورنبرگ جزو متهمان بود اما خودکشی کرد.
- مارتین بورمان (۱۹۴۵–۱۹۰۰) که غیاباً در نورنبرگ محکوم شد.
- فیلیپ بوهلر (۱۹۴۵–۱۸۹۹)
- ویکتور براک (۱۹۴۸–۱۹۰۴)
- اوتو برادفیش (۱۹۹۴–۱۹۰۳)، مأمور اس‌اس، فرمانده آینزاتس‌کماندو هشت از آینزاتس‌گروپ B که پس از چندین سال زندگی مخفیانه، دستگیر و به ۱۰ سال حبس همراه با کار اجباری محکوم شد و در سال ۱۹۶۳ نیز به ۱۳ سال محکوم شد. او تنها ۴ سال و ۲ ماه از این مدت را گذراند و در اکتبر ۱۹۶۵ آزاد شد.
- کارل برانت (۱۹۴۸–۱۹۰۴)، پزشک و ژنرال اس‌اس.
- رودلف بران (۱۹۴۸–۱۹۰۹)، وکیل و منشی هاینریش هیملر.
- والتر فون براوخیچ (۱۹۴۸–۱۸۸۱)، فرمانده کل نیروی زمینی ارتش آلمان نازی.
- ورنر براون (۱۹۵۱–۱۹۰۹)، مأمور آینزاتس‌گروپ D.
- هاینتس بروکنر (؟ - ۱۹۱۳)، مأمور آلمان نازی در زمینه اخراج غیرقانونی که در دادگاه اعضای اداره اصلی نژاد و اسکان اس‌اس در نورنبرگ به ۱۵ حبس محکوم و در ۱۹۵۱ آزاد شد.
- یوزف بولر (۱۹۴۸–۱۹۰۴)، دبیرکل دولت عمومی آلمان نازی.

#### رومانی
- یون آنتونسکو (۱۹۴۶–۱۸۸۲)، نخست‌وزیر رومانی در جنگ جهانی دوم که در دادگاه‌های مردمی رومانی به جنایات جنگی متعدد محکوم و تیرباران شد.
- میهای آنتونسکو (۱۹۴۶–۱۹۰۷)، مقام دولت رومانی که در دادگاه‌های مردمی رومانی مجرم شناخته و اعدام شد.
- کنستانتین پتروویچسکو (۱۸۸۳–۱۹۴۹)، سرباز رومانیایی و عضو گارد آهنین که به حبس ابد محکوم شد.

#### اسلواکی
- یوزف تیسو (۱۹۴۷–۱۸۸۷)، رئیس‌جمهور جمهوری اسلواکی که به دلیل دست‌داشتن در هولوکاست در اسلواکی محاکمه و اعدام شد.
- وویتک توکا (۱۹۴۶–۱۸۸۰)، نخست‌وزیر جمهوری اسلواکی که به دلیل اخراج دسته‌جمعی یهودیان اسلواکی مجرم شناخته و در سال ۱۹۴۶ به دار آویخته شد.

#### یوگسلاوی
- مومچیلو جوجیچ (۱۹۹۹–۱۹۰۷)، فرمانده صرب چتنیک‌ها که به دلیل ارتکاب جنایات جنگی متعدد در یوگسلاوی در زمان جنگ جهانی دوم غیاباً به اعدام محکوم شد.
- دراژا میهایلوویچ (۱۹۴۶–۱۸۹۳)، بنیانگذار چتنیک‌ها که به دلیل نسل‌کشی غیرنظامیان یهودی، مسلمان و کروات به اعدام محکوم شد.

#### سایر
- سکولا درلیویچ (۱۹۴۵–۱۸۸۴)، همدست نازی‌های مونته‌نگرو.
- ویلیام جویس (۱۹۴۶–۱۹۰۶)، از دست‌اندرکاران پروپاگاندای نازی‌ها که آمریکایی‌الاصل بود. او به جرم خیانت محاکمه و اعدام شد.
- کارمن موری (۱۹۴۷–۱۹۰۶)، مأمور سوئیسی گشتاپو که در اردوگاه رافنزبروک کار می‌کرد. او در سال ۱۹۴۷ به اعدام محکوم شد اما پیش از اعدام خودکشی کرد.
- آنتونی ساوونیوک (۲۰۰۵–۱۹۲۱)، همدست نازی‌ها در بلاروس که به حبس ابد محکوم شد و در زندان درگذشت.
- سیریل ورشایو (۱۹۴۹–۱۸۷۴)، کشیش بلژیکی و همدست نازی‌ها که غیاباً به اعدام محکوم شد.

### جبهه اقیانوس آرام

#### ژاپن
- کنجی دویهارا (۱۸۸۳–۱۹۴۸)، ژنرال ژاپنی
- کوکی هیروتا (۱۸۷۸–۱۹۴۸)، نخست‌وزیر ژاپن از ۱۹۳۶ تا ۱۹۳۷.
- ماساهارو هوما (۱۸۸۷–۱۹۴۶)، ژنرال ژاپنی درگیر در راهپیمایی مرگ باتان
- سیشیرو ایتاگاکی (۱۸۸۵–۱۹۴۸)، وزیر جنگ ژاپن
- هیتارو کیمورا (۱۸۸۸–۱۹۴۸)، ژنرال ژاپنی به جرم جنایات جنگی به دار آویخته شد.[۱]
- کونی‌آکی کوایسو (۱۸۸۰–۱۹۵۰)، نخست‌وزیر ژاپن که به حبس ابد محکوم شد.[۲]
- ایوانه ماتسویی (۱۸۷۸–۱۹۴۸)، ژنرال ارتش امپراتوری ژاپن که به دلیل مشارکت در تجاوز به نانکینگ به اعدام محکوم و به دار آویخته شد.
- آکیرا موتو (۱۸۸۳–۱۹۴۸)، فرمانده ارتش ژاپن و عضو ستاد کل، به اعدام محکوم شد.
- هیرومی ناکایاما (متوفی ۱۹۴۶)، ارتش امپراتوری ژاپن که به جنایت جنگی محکوم شد.
- تاکوما نیشیمورا (۱۸۸۹–۱۹۵۱)، افسر نظامی ژاپنی که به دلیل انجام قتل‌عام پاریت سولونگ در طول جنگ جهانی دوم مجرم شناخته شد، در سال ۱۹۵۱ به دار آویخته شد.
- هیروشی اوشیما (۱۸۸۶–۱۹۷۵)، سفیر ژاپن در آلمان
- شیگماتسو ساکایبارا (۱۸۹۸–۱۹۴۷)، دریاسالار در نیروی دریایی امپراتوری ژاپن، به جرم کشتن اسیران جنگی محکوم و اعدام شد.[۳]
- مامورو شیگمیتسو (۱۸۸۷–۱۹۵۷)، وزیر امور خارجه ژاپن
- تیچی سوزوکی (۱۸۸۸–۱۹۸۹)، ژنرال که اقتصاد ژاپن را برنامه‌ریزی کرد، در سال ۱۹۵۸ مورد عفو قرار گرفت.[۴]
- هیدکی توجو (۱۸۸۴–۱۹۴۸)، نخست‌وزیر ژاپن و ژنرال ارتش امپراتوری ژاپن، به اعدام محکوم شد و به دار آویخته شد.[۵]
- یوشیجیرو اومیزو (۱۸۸۲–۱۹۴۹)، جانشین هیدکی توجو به عنوان رئیس ستاد کل ارتش امپراتوری ژاپن، در سال ۱۹۴۸ به دلیل انجام یک جنگ تجاوزکارانه مجرم شناخته شد و به حبس ابد محکوم شد.
- تومویوکی یاماشیتا (۱۸۸۵–۱۹۴۶)، ژنرال ژاپنی؛ محکومیت وی منجر به ایجاد یک دکترین جدید در رابطه با مسئولیت کیفری برای دخالت زنجیره فرماندهی در جنایات جنگی شد: استاندارد یاماشیتا.[۶]

#### سایر
- لی هاک رائه، سرباز کره‌ای که در جنگ جهانی دوم برای ژاپنی‌ها جنگید.[۷]
- ژانگ جینگ‌هویی (۱۸۷۱–۱۹۵۹)، نخست‌وزیر مانچوکوئو از ۱۹۳۵ تا ۱۹۴۵.

## جنگ آزادی بنگلادش
- غلام اعظم (۱۹۲۲–۲۰۱۴)، رهبر سابق جماعت اسلامی بنگلادش به ۹۰ سال زندان به دلیل جنایات جنگی ارتکابی در جریان جنگ استقلال بنگلادش محکوم شد.
- صلاح‌الدین کوادر چاودوری (۱۹۴۹–۲۰۱۵)، نمایندهٔ سابق پارلمان بنگلادش، به دلیل جنایات جنگی متعددی که در طول جنگ استقلال بنگلادش انجام شده به اعدام محکوم و به دار آویخته شد.
- اشرفوز زمان خان به دلیل قتل ۱۸ نفر که به عنوان روشنفکران برجسته در جریان جنگ استقلال بنگلادش در سال ۱۹۷۱ از پاکستان شناخته می‌شدند، به اعدام با چوبه دار محکوم شد.[۸]
- عبدالقادر ملا (متولد ۱۹۴۸)، محکوم جنایت جنگی از بنگلادش، به جرم کشتار در سال ۱۹۷۱ به اعدام محکوم شد[۹]
- چویدوری معین‌الدین به اتهام قتل ۱۸ نفر که به عنوان روشنفکران برجسته در جریان جنگ استقلال بنگلادش در سال ۱۹۷۱ از پاکستان به اعدام محکوم شد.[۸]
- مطیع الرحمان نظامی (۱۹۴۳–۲۰۱۶)، رهبر البدر به دلیل نقش داشتن در برنامه‌ریزی کشتار دمرا در طول جنگ استقلال بنگلادش به اعدام محکوم شد و به دار آویخته شد.
- دلوار حسین سعیدی (متولد ۱۹۴۰)، نماینده مجلس بنگلادش، به دلیل جنایات جنگی ارتکابی در طول جنگ استقلال بنگلادش به حبس ابد محکوم شد.[۱۰][۱۱][۱۲][۱۳][۱۴]
- عبدوس سبهان، قانونگذار سابق بنگلادشی که به جنایت علیه بشریت در جریان جنگ استقلال بنگلادش محکوم شد.[۱۵]

## جنگ کثیف
- آدولفو سیلینگو (متولد ۱۹۴۶)، افسر نیروی دریایی آرژانتین، به دلیل اعمال متعدد شکنجه و قتل‌های فراقانونی در طول جنگ کثیف به حبس ابد محکوم شد.
- خورخه رافائل ویدلا (۱۹۲۵–۲۰۱۳)، رئیس‌جمهور آرژانتین از سال ۱۹۷۶ تا ۱۹۸۱، در طول جنگ کثیف مرتکب جنایات جنگی متعدد و جنایات علیه بشریت شد و به حبس ابد محکوم شد.

## رژیم خمرهای سرخ
- نون چه‌آ (۱۹۲۶–۲۰۱۹)، نفر دوم خمرهای سرخ، به دلیل نقشش در نسل‌کشی کامبوج به حبس ابد محکوم شد.
- کنگ گک ایو، رهبر خمرهای سرخ، بر توول اسلنگ نظارت داشت که در آن هزاران نفر به قتل رسیدند و شکنجه شدند. در دادگاه کامبوج به ۳۰ سال حبس و سپس به حبس ابد محکوم شد.
- خیو سامفان (متولد ۱۹۳۱)، مقام خمرهای سرخ که به عنوان رئیس هیئت رئیسه ایالتی کمپوچیای دمکراتیک خدمت می‌کرد، به دلیل نقشش در نسل‌کشی کامبوج به حبس ابد محکوم شد.

## جنگ داخلی رواندا
- ژان پل آکایسو (متولد ۱۹۵۳)، سیاستمدار رواندا که شهردار کمون تابا بود و به اتهام کمک و مشارکت در نسل‌کشی رواندا به حبس ابد محکوم شد.[۱۶]
- تونست باگوسورا (۲۰۲۱–۱۹۴۱)، افسر نیروهای مسلح رواندا که به دلیل نقشش در برنامه‌ریزی و اجرای نسل‌کشی رواندا به حبس ابد محکوم شد اما محکومیت او بعداً در دادگاه تجدیدنظر به ۳۵ سال کاهش یافت.
- ژان بوسکو بارایاگویزا، جنایتکار جنگی رواندا درگیر در قدرت هوتو.[۱۷]
- آگوستین بیزیمونگو (متولد ۱۹۵۲)، رئیس ستاد ارتش رواندا که به دلیل نقشش در نسل‌کشی رواندا به ۳۰ سال حبس محکوم شد.
- آلفونس هیگانیرو (متولد ۱۹۴۹)، کارخانه‌دار، به ۲۰ سال زندان محکوم شد.[۱۸][۱۹]
- ژان کامباندا (متولد ۱۹۵۵)، سیاستمدار رواندایی که به عنوان نخست‌وزیر در دولت موقت رواندا در جریان نسل‌کشی رواندا خدمت می‌کرد و به دلیل نقشش در برنامه‌ریزی و اجرای نسل‌کشی به حبس ابد محکوم شد.
- ماریا کیسیتو، به دلیل تأمین بنزین برای یک شبه‌نظامی برای سوزاندن پناهجویان به ۱۲ سال زندان محکوم شد.[۱۹]
- گرترود موکانگانگو به جرم تحویل پناهندگان توتسی به شبه‌نظامیان در جریان نسل‌کشی رواندا به ۱۵ سال زندان محکوم شد.[۱۹][۲۰]
- دزیره مونیانزا (متولد ۱۹۶۶)، تاجر رواندایی که به دلیل ارتکاب چندین تجاوز جنسی هنگام جنگ در جریان نسل‌کشی رواندا به حبس ابد محکوم شد.
- فردیناند ناهیمانا، مورخ رواندایی که نسل‌کشی رواندا را تحریک کرد.[۱۷]
- الی ندایاماباجه، شهردار سابق موگانزا در جریان نسل‌کشی رواندا.[۲۱]
- حسن نگزه (متولد ۱۹۵۷)، روزنامه‌نگار و سیاستمدار رواندایی، به دلیل نقشش در نسل‌کشی رواندا به حبس ابد محکوم شد که بعداً در دادگاه تجدید نظر به ۳۵ سال کاهش یافت.[۱۷]
- Ildephonse Nizeyimana (متولد ۱۹۶۳)، سرباز رواندایی که به دلیل شرکت در نسل‌کشی رواندا محکوم شد.
- سیلوان نسابیمانا، جنایتکار جنگی رواندایی، متهم به جنایت علیه بشریت در نسل‌کشی رواندا[۲۱]
- آرسن شالوم نتاهوبالی، جنایتکار جنگی رواندایی متهم به جنایت علیه بشریت در نسل‌کشی رواندا[۲۱]
- دومینیک نتاووکولییایو، بخشدار گیساراگا که در جریان نسل‌کشی رواندا به نسل‌کشی متهم شد.[۲۲]
- وینسنت نتزیمانا، استاد دانشگاه که به ۱۲ سال زندان محکوم شد.[۱۹][۲۳]
- آلفونس نتزیریایو، بخشدار بوتاره در جریان نسل‌کشی رواندا[۲۱]
- برنارد نتویاهاگا (متولد ۱۹۵۲)، افسر ارتش رواندا، به دلیل نقشش در قتل ده صلح‌بان بلژیکی سازمان ملل متحد در آغاز نسل‌کشی رواندا به ۲۰ سال زندان محکوم شد.
- پائولین نیراماسوهوکو (متولد ۱۹۴۶)، سیاستمدار رواندایی که به اتهام توطئه برای ارتکاب نسل‌کشی متهم شد.[۲۱]
- تارسیس رنزاهو (متولد ۱۹۴۴)، سرباز رواندایی و رئیس کمیته دفاع مدنی برای کیگالی، به دلیل نقشش در نسل‌کشی رواندا به حبس ابد محکوم شد.
- ژرژ روتاگاندا (۱۹۵۸–۲۰۱۰)، فرمانده شبه‌نظامیان اینترهاموه، به دلیل نقشش در نسل‌کشی رواندا به حبس ابد محکوم شد.
- اینوسنت ساگاهوتو (متولد ۱۹۶۲)، سرباز در نیروهای مسلح رواندا که به انجام نسل‌کشی رواندا کمک کرد و به ۲۰ سال زندان محکوم شد که بعداً از طریق تجدیدنظر به ۱۵ سال کاهش یافت.
- آتاناس سروبا (متولد ۱۹۶۳)، کشیش کاتولیک رواندا، به اتهام کمک و مشارکت در نسل‌کشی رواندا به حبس ابد محکوم شد.

## جنگ داخلی سیرالئون
- آگوستین گبائو (متولد ۱۹۴۸)، فرمانده شبه‌نظامی جبهه متحد انقلابی، به جرم جنایات جنگی ارتکابی در طول جنگ داخلی سیرالئون به ۲۵ سال زندان محکوم شد.
- بریما باززی کامارا (متولد ۱۹۶۸)، فرمانده شورای انقلابی نیروهای مسلح، به اتهام جنایات جنگی متعدد در طول جنگ داخلی سیرالئون به ۴۵ سال زندان محکوم شد.
- سانتیگی بوبور کانو (متولد ۱۹۶۵)، فرمانده ارشد شورای انقلابی نیروهای مسلح، به جرم جنایات جنگی مرتکب شده در طول جنگ داخلی سیرالئون به ۵۱ سال زندان محکوم شد.
- عیسی سسی (متولد ۱۹۷۰)، افسر ارشد جبهه متحد انقلابی، به جرم جنایات جنگی مرتکب شده در طول جنگ داخلی سیرالئون به ۵۲ سال زندان محکوم شد.
- چارلز تیلور (متولد ۱۹۴۸)، بیست و دومین رئیس‌جمهور لیبریا، مجرم در ۱۱ فقره جنایت جنگی و جنایت علیه بشریت در طول جنگ داخلی سیرالئون و جنگ داخلی دوم لیبریا.

## جنگ‌های یوگسلاوی
پس از جنگ‌های یوگسلاوی، دادگاه بین‌المللی کیفری یوگسلاوی سابق (ICTY) تشکیل شد. با این حال، ICTY فقط تعدادی منتخب از افراد عالی‌رتبه (در مجموع ۱۶۱ نفر) را محاکمه کرد و دادگاه‌های محلی (در بوسنی، کرواسی و صربستان) محاکمه‌هایی را عمدتاً علیه افراد یا سربازانی آغاز کردند که دستورهای آن افسران عالی‌رتبه را اجرا می‌کردند. بسیاری از آن‌ها محکوم شده‌اند.
کرواسی اتهامات علیه ۳۶۶۶ نفر را به دلیل جنایات جنگی مطرح کرد که از این تعداد، محکومیت ۱۳۸۱ نفر به دلیل کمبود شواهد لغو شد.

### جنگ استقلال کرواسی
- برانیمیر گلاواش، ژنرال سابق کرواسی به اتهام پاکسازی قومی و شکنجه اسرا[۲۵]
- میودراگ یوکیچ (متولد ۱۹۳۵)، فرمانده نیروی دریایی یوگسلاوی، به دلیل جنایات جنگی ارتکابی در جریان محاصره دوبروونیک به ۷ سال زندان محکوم شد.
- رایکو کریکویچ، سرباز سابق کروات که به کشتن یک خانواده غیرنظامی در جنگ‌های یوگسلاوی محکوم شد[۲۶]
- میلان مارتیچ (متولد ۱۹۵۴)، رئیس‌جمهور و وزیر دفاع صرب‌های کرواسی در طول جنگ استقلال کرواسی، به ۳۵ سال زندان محکوم شد[۲۷]
- بورو میلوژیکا، سرباز سابق صرب بوسنی برای کشتن غیرنظامیان[۲۸]
- دارکو مردجا، پلیس صرب بوسنی که بوسنیایی‌ها را تحت آزار و اذیت قرار داد.[۲۹]
- میله مرکشیچ (۱۹۴۷–۲۰۱۵)، ژنرال صرب که به خاطر کشتار ووکوار به ۲۰ سال زندان محکوم شد.[۳۰]
- Zdravko Mucić، کروات بوسنیایی به ۹ سال زندان برای اردوگاه Čelebići محکوم شد.[۳۱]
- میرکو نوراچ (متولد ۱۹۶۷)، ژنرال ارتش کرواسی که به دلیل جنایات جنگی مختلف در طول جنگ استقلال کرواسی به ۱۲ سال زندان محکوم شد.
- اسلوبودان پرالیاک (۱۹۴۵–۲۰۱۷)، ژنرال کروات بوسنیایی که توسط دیوان کیفری بین‌المللی به دلیل جنایات جنگی مرتکب شده علیه مردم بوسنیایی به ۲۰ سال زندان محکوم شد. او با شنیدن حکم، خودکشی کرد.
- ملادو رادیچ صرب بوسنیایی، به خاطر نقش در اردوگاه اومارسکا به ۲۰ سال زندان محکوم شد[۳۲]
- ایویکا راجیچ (متولد ۱۹۵۸)، کروات بوسنیایی محکوم به ۱۲ سال زندان[۳۳]
- تونکو راجیچ، عضو سابق نیروهای دفاعی کرواسی که با اسرای جنگی در اردوگاه درتلج بدرفتاری کرد.[۳۴]
- میرصاد سابیچ، محکوم به بازداشت غیرقانونی غیرنظامیان صرب و کروات در اردوگاه سیلو[۳۵]
- Duško Sikirica (متولد ۱۹۶۴)، صرب بوسنیایی، به ۱۵ سال زندان برای نقش در اردوگاه کراترم[۳۶] محکوم شد.
- فرانکو سیماتوویچ (متولد ۱۹۵۰)، محکوم به جنایات در جنگ‌های یوگسلاو[۳۷]
- بلاگوجه سیمیچ (متولد ۱۹۶۰)، صرب بوسنیایی به اتهام بوسانسکی شاماچ به ۱۷ سال زندان محکوم شد.[۳۸]
- میلان شیمیچ (متولد ۱۹۶۰)، صرب بوسنیایی محکوم به ۵ سال زندان[۳۹]
- Veselin Šljivančanin، سرهنگ صرب به دلیل کشتار ووکوار به ۵ سال زندان محکوم شد.[۳۰]
- میلومیر استاکیچ (متولد ۱۹۶۲)، صرب بوسنیایی محکوم به حبس ابد به دلیل جنایات جنگی در پرییدور و اردوگاه‌های کار اجباری مجاور[۴۰]
- یوویکا استانیشیچ (متولد ۱۹۵۰)، محکوم به جنایت در جنگ‌های یوگسلاو[۳۷]
- پاوله استروگار (متولد ۱۹۳۳)، ژنرال صرب در محاصره دوبروونیک. محکوم به ۸ سال حبس[۴۱]
- دوشکو تادیچ، صرب بوسنیایی به ۲۵ سال زندان محکوم شد.[۴۲]
- میروسلاو تادیچ (متولد ۱۹۳۷)، صرب بوسنیایی محکوم به ۸ سال زندان برای Bosanski Šamac[۳۸]
- استوان تودوروویچ، صرب بوسنیایی به اتهام بوسانسکی شاماک به ۱۰ سال زندان محکوم شد.[۴۳]
- زدراوکو تولیمیر (۱۹۴۸–۲۰۱۶)، سرباز صرب بوسنیایی در ارتش جمهوری صربسکا، به دلیل دست داشتن در کشتار سربرنیتسا به حبس ابد محکوم شد.
- میتار واسیلیویچ، صرب بوسنیایی که به جرم جنایات جنگی در ویشه‌گراد به ۲۰ سال زندان محکوم شد، سپس به ۱۵ سال کاهش یافت.[۴۴]
- گوران ویسکوویچ، عضو سابق ارتش صرب‌های بوسنی که به دلیل شرکت در یک حمله گسترده و سیستماتیک علیه جمعیت غیر صرب در جنگ‌های یوگسلاو محکوم شد.[۴۵]
- زوران ووکوویچ (متولد ۱۹۵۵)، صرب بوسنیایی محکوم به ۱۲ سال حبس[۴۶]
- سیمو زاریچ (متولد ۱۹۴۸)، صرب بوسنیایی به اتهام Bosanski Šamac به ۶ سال زندان محکوم شد.[۳۸]
- زوران ژیگیچ، صرب بوسنی، به خاطر اردوگاه اومارسکا به ۲۵ سال زندان محکوم شد.[۳۲]

### جنگ کروات‌ها و بوسنیایی‌ها
- ماریو سرکز (متولد ۱۹۵۹)، کروات بوسنیایی محکوم به ۶ سال زندان[۴۷]
- ادین ژکو، بوسنیایی که در جریان کشتار تروسینا در طول جنگ یوگسلاوی مرتکب جنایات شد، در سال ۲۰۱۴ مسترد و محکوم شد.[۴۸][۴۹]
- دراگو یوسیپوویچ (متولد ۱۹۵۵)، کروات بوسنیایی محکوم به ۱۵ سال زندان، پس از تجدید نظر به ۱۲ سال تغییر کرد.[۵۰][۵۱]
- داریو کوردیچ (متولد ۱۹۶۰)، کروات بوسنیایی، به ۲۵ سال زندان محکوم شد.[۴۷]
- وینکو مارتینوویچ (متولد ۱۹۶۳)، کروات بوسنیایی محکوم به ۱۸ سال زندان[۵۲]
- ولادیمیر شانتیچ (متولد ۱۹۵۸)، کروات بوسنیایی محکوم به ۲۵ سال، پس از تجدید نظر به ۱۸ سال تغییر کرد.[۵۰][۵۱]
- ملادن نالتیلیچ توتا (متولد ۱۹۴۶)، کروات بوسنیایی محکوم به ۲۰ سال زندان[۵۲]

### جنگ کوزوو
- هارادین بالا (۱۹۵۷–۲۰۱۸)، سرباز آلبانیایی کوزوو، به دلیل جنایات جنگی ارتکابی در اردوگاه زندان لاپوشنیک به ۱۳ سال زندان محکوم شد.[۵۳]
- ولادیمیر لازارویچ، ژنرال سرهنگ صرب، به اتهام کمک و مشارکت در جنایات علیه بشریت، در سال ۲۰۱۵ آزاد شد[۵۴]
- سرتن لوکیچ (متولد ۱۹۵۵)، رئیس سابق پلیس صربستان، به دلیل جنایات جنگی ارتکابی در طول جنگ کوزوو به ۲۲ سال زندان محکوم شد.[۵۴]
- دراگولیوب اویدانیچ (۱۹۴۱–۲۰۲۰)، رئیس سابق ستاد کل نیروهای مسلح یوگسلاوی، به دلیل ارتکاب اعمال آوارگی اجباری در طول جنگ کوزوو به ۱۵ سال زندان محکوم شد.[۵۵]
- نبوشا پاوکوویچ (متولد ۱۹۴۶)، ژنرال صرب محکوم به جنایت علیه بشریت[۵۴]
- نیکولا شاینوویچ، نخست‌وزیر سابق صربستان، به جرم جنایت علیه بشریت محکوم و در سال ۲۰۱۵ آزاد شد.[۵۴]
- هاشم تاچی (متولد ۱۹۶۸)، رئیس‌جمهور کوزوو[۵۶]

## درگیری ایتوری
- توماس لوبانگا دیلو (متولد ۱۹۶۰)، رهبر اتحادیه میهن‌پرستان کنگو در جریان درگیری‌های ایتوری، به جرم اجباری کردن سربازی کودکان به ۱۴ سال زندان محکوم شد.
- ژرمن کاتانگا (متولد ۱۹۷۸)، رهبر سابق جبهه مقاومت میهنی ایتوری، به دلیل نقشش در کشتار بوگورو به ۱۲ سال زندان محکوم شد.

## جنگ در افغانستان
- رابرت بیلز (متولد ۱۹۷۳)، سرباز ارتش ایالات متحده، به دلیل انجام کشتار قندهار در طول جنگ در افغانستان به حبس ابد بدون امکان آزادی مشروط محکوم شد.
- عمر خضر، کانادایی به جرم قتل و حمایت از تروریسم محکوم شد.[۵۷]
- گلندیل ولز، متخصص؛ او اعتراف کرد که در مرگ زندانی معروف به دلاور نقش داشته‌است.[۵۸]

## جنگ عراق
- سانتوس کاردونا (۲۰۰۹–۱۹۷۴)، محکوم به شکنجه و آزار زندانیان ابوغریب.[۵۹]
- لیندی اینگلند (متولد ۱۹۸۲)، عضو ذخیره ارتش ایالات متحده، به دلیل نقش داشتن در رسوایی ابوغریب به ۳ سال زندان محکوم شد، پس از گذراندن ۲ سال با آزادی مشروط آزاد شد.
- ایوان فردریک (متولد ۱۹۶۶)، محکوم به شکنجه زندانیان در زندان ابوغریب.[۶۰]
- چارلز گارنر (متولد ۱۹۶۸)، عضو ذخیره ارتش ایالات متحده، به دلیل نقش داشتن در رسوایی ابوغریب به ۱۰ سال زندان محکوم شد، پس از تحمل ۶ سال به‌طور مشروط آزاد شد.
- استیون دیل گرین، سرباز ارتش ایالات متحده، به دلیل نقشش در تجاوز و قتل در محمودیه در طول جنگ عراق به حبس ابد بدون امکان آزادی مشروط محکوم شد.
- دونالد پین (متولد ۱۹۷۰) اولین عضو نیروهای مسلح بریتانیا که به اتهام جنایت جنگی به خاطر قتل بها موسی محکوم شد. او یک سال زندانی و از ارتش اخراج شد.[۶۱]

### رژیم صدام حسین
- علی دائم علی (متولد ۱۹۴۰)، از مقامات دولت بعث عراق که به ۱۵ سال زندان محکوم شد.[۶۲][۶۳]
- فرانس فان آنرات (متولد ۱۹۴۲)، دلال اسلحه هلندی که مواد خام برای تولید سلاح شیمیایی به صدام حسین می‌فروخت و به ۱۵ سال زندان محکوم شد.
- طارق عزیز (۲۰۱۵–۱۹۳۶)، وزیر خارجه عراق در زمان صدام حسین، بعداً حکم اعدام به حبس ابد تبدیل شد و در حبس درگذشت.
- عواد حامد البندر (۲۰۰۷–۱۹۴۵)، قاضی ارشد عراقی که به اعدام محکوم شد.
- صدام حسین (۲۰۰۶–۱۹۳۷)، رئیس‌جمهور عراق از سال ۱۹۷۹ تا ۲۰۰۳ که در سال ۲۰۰۶ به دار آویخته شد.
- سبعاوی ابراهیم تکریتی (متوفی ۲۰۰۹)، مأمور اداره امنیت عمومی عراق
- عبدالحمید محمود التکریتی (متوفی ۲۰۱۰)، افسر ارتش عراق
- علی حسن المجید (۲۰۱۰–۱۹۴۱)، وزیر دفاع بعثی عراق، به اتهام جنایت جنگی، جنایت علیه بشریت و نسل‌کشی اعدام شد.
- عزیز صالح النومان، فرماندار عراقی کویت در دوران اشغال
- طاها یاسین رمضان (۲۰۰۷–۱۹۳۸)، معاون رئیس‌جمهور عراق از ۱۹۹۱ تا ۲۰۰۳، محکوم به حبس ابد و سپس محکوم به اعدام شد.
- عبدالله کاظم روید (؟) از مقامات بعثی عراق که به ۱۵ سال زندان محکوم شد.
- مظهر عبدالله روعید (۱۹۴۹–اکنون)، از مقامات بعثی عراق، به ۱۵ سال زندان محکوم شد.
- برزان ابراهیم التکریتی (۲۰۰۷–۱۹۵۱)، رئیس استخبارات عراق در زمان صدام بود که به اعدام محکوم شد.
- وطبان ابراهیم التکریتی (متوفی ۲۰۰۹)، وزیر کشور سابق عراق

## جنگ داخلی سوریه
- محمد عبدالله، سرباز سوری، که به دلیل ظاهر شدن در عکس‌ها که بالای انبوهی از اجساد ایستاده بود، محکوم شد.[۶۴]
- ایاد الغریب، افسر اطلاعاتی سوریه که به جنایات علیه بشریت کمک کرد.[۶۵]
- احمد الخضر به جرم کشتن یک سرباز اسیر رژیم سوریه محکوم شد.[۶۶]
- احمد آل ی، مرد سوری که برای سازمان تروریستی احرار الشام جنگید.[۶۷]

## دولت اسلامی در سوریه و عراق
- اسامه اشرف اخلاف، شبه‌نظامی دولت اسلامی، به هفت سال و نیم زندان محکوم شد.[۶۸]
- لینا اسحاق، زن سوری که به پسر نوجوانش اجازه داد تا به داعش بپیوندد و منجر به مرگ او شد، در دادگاه سوئد به شش سال محکوم شد.
- Nurten J.، هویت زن آلمانی که برای پیوستن به داعش به سوریه سفر کرده و مرتکب جنایات جنگی علیه اموال شده‌است.[۶۹]

## سایر

### آفریقا
- ژان-پیر بمبا (متولد ۱۹۶۲)، سیاستمدار اهل کنگو و رهبر سابق شورشیان، به دلیل جنایات جنگی مرتکب شده در جمهوری آفریقای مرکزی به ۱۸ سال زندان محکوم شد، اما پس از گذراندن ۱۰ سال از محکومیت اصلی خود، این محکومیت لغو شد.
- حسین حبری، رئیس‌جمهور سابق چاد که به تجاوز جنسی و دستور کشتن و شکنجه هزاران مخالف سیاسی محکوم شد.[۷۰]
- علیو کوسیاه، فرمانده سابق جنبش متحد آزادی‌بخش لیبریا برای دموکراسی به اتهام تجاوز جنسی و قتل محکوم شد.[۷۱]
- گوس کوونهوون (متولد ۱۹۴۲)، محکوم به قاچاق غیرقانونی اسلحه مرتبط با جنایات جنگی در لیبریا[۷۲]
- احمد الفقی المهدی (متولد ۱۹۷۵)، عضو انصار دین، به اتهام جنایت جنگی حمله به ساختمان‌های مذهبی مختلف در جریان درگیری‌های شمال مالی به ۹ سال زندان محکوم شد.[۷۳]
- منگیستو هایله ماریم (متولد ۱۹۳۷)، رئیس حکومت نظامی درگ، به دلیل نقشش در قی شیبیر غیاباً به اعدام محکوم شد.
- بوسکو انتاگاندا (متولد ۱۹۷۳)، رئیس سابق ستاد کنگره ملی دفاع از مردم به ۳۰ سال زندان برای جنایات جنگی محکوم شد.[۷۴]
- دومینیک آونگون، فرمانده گروه شورشی اوگاندایی ارتش مقاومت خداوند که به جنایت علیه زنان، از جمله بارداری اجباری محکوم شد.[۷۵]

### آسیا
- یوری بودانوف (۱۹۶۳–۲۰۱۱)، افسر نیروهای مسلح روسیه، به دلیل جنایات جنگی مرتکب در هر دو جنگ اول و دوم چچن به ده سال زندان محکوم شد، سپس پس از گذراندن چهار سال با آزادی مشروط آزاد شد.
- انور پاشا (۱۸۸۱–۱۹۲۲)، تریومویر امپراتوری عثمانی، به دلیل نقشش در نسل‌کشی ارمنی‌ها، غیابی به اعدام محکوم شد.

### اروپا
- بریکر مورانت (۱۸۶۴–۱۹۰۲)، به دلیل اعدام‌های غیرقانونی بوئر و سایر زندانیان در طول جنگ دوم بوئر محکوم و اعدام شد.
- ادیت کاول (۱۸۶۵–۱۹۱۵)، از حمایت ناشی از وضعیت پزشکی با کمک به فرار اسرا و محکوم به اعدام سوءاستفاده کرد.

### آمریکای شمالی
- ویلیام کالی (متولد ۱۹۴۳)، سرباز ارتش ایالات متحده که یکی از عاملان اصلی کشتار می لای در طول جنگ ویتنام بود، ابتدا به حبس ابد محکوم شد، اما بعداً به حبس خانگی تغییر کرد و تنها سه سال بعد، از آزادی مشروط برخوردار شد.
- ادوین فوربس گلن (۱۹۲۶–۱۸۵۷)، سرلشکر ارتش ایالات متحده که در جریان جنگ اسپانیا و آمریکا مردی را در فیلیپین با القای حس غرق‌شدن شکنجه کرد. وی جریمه‌ای از این بابت پرداخت و به مدت ۱ ماه از فرماندهی محروم شد.
- اینوسنته اورلاندو مونتانو، سرهنگ ارتش سالوادور که به جرم قتل یسوعی‌ها در سال ۱۹۸۹ در السالوادور محکوم شد.[۷۶]

### آمریکای جنوبی
- تلمو هورتادو، سرگرد ارتش پرو که در کشتار آکومارکا شرکت کرد.[۷۷]
- افراین ریوس مونت (۱۹۲۶–۲۰۱۸)، رئیس‌جمهور گواتمالا از سال ۱۹۸۲ تا ۱۹۸۳، به دلیل جنایات جنگی و اقدامات نسل‌کشی انجام شده در طول جنگ داخلی گواتمالا به ۸۰ سال زندان محکوم شد.
- خوان ریورا رودون، ستوان ارتش پرو که در کشتار آکومارکا شرکت داشت.[۷۷]